# Gliese 687
Gliese 687 is een vlamster in het sterrenbeeld Draak (Draco) met een spectraalklasse van M3.0V.